# جین ترانتر
جین ترانتر (انگلیسی: Jane Tranter؛ زادهٔ ۱۷ مارس ۱۹۶۳) مدیر اجرایی تولید و تهیه‌کننده تلویزیونی اهل بریتانیا است.
از فیلم‌ها یا مجموعه‌های تلویزیونی که وی در آن‌ها نقش داشته‌است، می‌توان به آن شب، نیروی اهریمنی‌اش، کشف جادوگران، راه و رسم زندگی ما و دیوید کاپرفیلد اشاره نمود.